# Joaquín María Mencos y Eslava
Joaquín María Mencos y Eslava (Pamplona, 25 de febrero de 1771-23 de mayo de 1852), VII conde de Guenduláin, III marqués de la Real Defensa, VI conde del Fresno de la Fuente, barón de Bigüezal fue un senador de España (1834-1852), además de diputado del reino de Navarra (1810, 1818, 1823), del Consejo de Intendencia (1812-1813) y de la Diputación provincial de Navarra (1813).

## Biografía
Hijo del matrimonio de José Joaquín Mencos y Aréizaga con María Magdalena de Eslava y Eslava, II marquesa de Eslava, y V condesa del Fresno de la Fuente. Tuvo una hermana, María Dolores, señora de Eguíllor. Su hermano, Fermín Mencos Eslava, era teniente coronel de las Guardias Españolas, ayudante de campo del General Blake, siendo hecho prisionero tras la rendición de Valencia y permaneciendo como prisionero “bajo palabra” en Pamplona.
En 1770 se trasladan de Tafalla a Pamplona donde se instalarán en el Palacio de Guenduláin, de la calle Zapatería.
En 1798 contrae matrimonio con Manuela María Manso de Zúñiga Aréizaga siendo los progenitores de Joaquín Ignacio y Manuel, que se convertiría en el I Marqués del Amparo al proteger a la hija de Isabel II, Isabel de Borbón y Borbón en el atentado del Cura Merino del 2 de febrero del mismo año en la basílica de Atocha.
Para educar a sus hijos, trajeron del exilio a Alberto Lista a Pamplona.
El 4 de agosto de 1810 era diputado del Reino de Navarra.
El 13 de abril de 1812, miembro del Consejo de Intendencia que, por decisión de las autoridades francesas que ocuparon Pamplona desde el 6 de febrero de 1808 hasta el 1 de noviembre de 1813, habían sustituido la Diputación por este organismo con el que se gobernó Navarra durante esta ocupación francesa. Eran seis miembros impuestos por los ocupantes. Mencos debió de aceptar el puesto a la fuerza, porque, efectuada la Restauración, no fue objeto de represalia como otros afrancesados.
Tras la Constitución de Cádiz de 1812 que suprimió implícitamente el propio reino, es nombrado diputado provincial de Navarra el 1 de octubre de 1813.
A la muerte de su padre, José Joaquín de Mencos y Aréizaga (17 de abril de 1817), heredó el título de conde de Guenduláin, y en 1818 y 1823 fue designado nuevamente diputado del reino de Navarra.
Se mantuvo fiel a Fernando VII y luego a Isabel II en 1834 se le nombra Prócer del Reino. De línea moderada, liberal y fuerista, algunos liberales lo creyeron carlista en algún momento mientras que amenazado por éstos pasó a vivir a Madrid con su familia.